# Tat'jana Nikitična Tolstaja
Tat'jana Nikitična Tolstaja, in russo Татья́на Ники́тична Толста́я? (Leningrado, 3 maggio 1951), è una scrittrice e personaggio televisivo russa.

## Biografia

### Famiglia
La Tolstaja nasce in una famiglia di ricche tradizioni letterarie: suo nonno paterno era Aleksej Nikolaevič Tolstoj, autore di romanzi fra cui Pietro I (Пётр Первый); suo nonno materno invece era il traduttore Mikhail Lozinsky.
Suo figlio Artemij Andreevič Lebedev è il fondatore e il proprietario dell'Art. Lebedev Studio, noto studio di web design in Russia.
La scrittrice ricevette la sua educazione al dipartimento di filologia classica nell'Università Statale di Leningrado. Nel 1980 si trasferì a Mosca e cominciò a lavorare nella casa editrice Nauka.

### Attività letteraria
Il suo primo racconto breve, Sotto il portico dorato (На златом крыльце сидели), comparve sul giornale Avrora nel 1983 e rappresenta l'inizio della carriera della Tolstaja. Uno dei suoi racconti tratto da Женский день,  Sonja, venne scelto per il teatro dal regista Alvis Hermanis.
Il suo romanzo più conosciuto è Кысь (The Slynx, 2000), di genere distopico, ricco di allusioni letterarie; quest'opera è stata tradotta anche in inglese e in francese, e ha ricevuto il premio Trionfo. Si tratta di un romanzo postmoderno, ironico, pieno di taboo e stereotipi tipici della Russia. L'arma più potente della scrittrice è la lingua, storpiata e nuova, che rende il romanzo una vera chicca nell'ambiente del fantasy, dal contenuto macabro ma anche divertente ed autoironico. Il libro si compone di 33 capitoli, ogni capitolo porta il nome di una lettera dell'alfabeto russo con i nomi arcaici che probabilmente provengono dallo slavo ecclesiastico, inoltre c'è un richiamo fortissimo al disastro di Černobyl'.
Molte collezioni di storie brevi della Tolstaja sono famose in tutta la Russia, negli Stati Uniti (dove ha vissuto per nove anni) e in Inghilterra.

### Attività televisiva
La Tolstaja compare in televisione sul canale Kul'tura nel talk show School of Scandal. Nel programma è presente, insieme alla Tolstaja, la sceneggiatrice Dunya Smirnova.

## Opere

### In russo
- На золотом крыльце сидели М.: Молодая гвардия, 1987
- Любишь — не любишь М.: Оникс; ОЛМА-пресс, 1997
- Сёстры М.: Изд. дом "Подкова", 1998
- Река Оккервиль М.: Подкова; Эксмо, 2005
- Двое М.: Подкова, 2001
- Кысь М.: Подкова, 2001.
- Изюм Эксмо, 2002
- Круг Эксмо, 2003
- Белые стены М.: Эксмо, 2004
- Женский день М.: Эксмо; Олимп, 2006
- День. Личное М.: Эксмо, 2007
- Ночь М.: Эксмо, 2007
- Не кысь 2007
- Река 2007
- Кысь. Зверотур. Рассказы 2009

### In inglese
- On the Golden Porch, and other stories Alfred A. Knopf, New York, 1989, then Penguin, 1990, ISBN 0-14-012275-3.
- The Slynx New York Review of Books Classics, 2007, ISBN 1-59017-196-9
- White Walls New York Review of Books Classics, 2007, ISBN 1-59017-197-7
- Sleepwalker in a Fog, 1992

### In italiano
- Sotto il portico dorato, traduzione di Claudia Sugliano, La Tartaruga edizioni, Milano, 1989. ISBN 8877380411
- La più amata, traduzione di Claudia Sugliano, Einaudi, Torino, 1994. ISBN 8806133179
- Sonja, traduzione di Sofia Guerra con testo a fronte in lingua originale, Raffaelli, Rimini, 2020. ISBN 9788867922581